# Jaçanã (distrito de São Paulo)
Jaçanã es un distrito ubicado en la zona nordeste de la ciudad de Sao Paulo, Brasil. Administrativamente pertenece a la subprefectura de Tremembé. 

## Distritos limítrofes
- Tremembé (noroeste)
- Municipio de Guarulhos (este)
- Vila Medeiros (sur)
- Tucuruvi (oeste)